# Smenchkare
Smenchkare (także: Semenchkare, Semenechkare lub Smenkare) – faraon starożytnego Egiptu z XVIII dynastii, z okresu Nowego Państwa.
Nie wiadomo jest jego dokładne pochodzenie oraz stopień pokrewieństwa z innymi członkami rodziny królewskiej. Był mężem Meritaton, najstarszej córki faraona Echnatona, z którym prawdopodobnie współrządził.

## Pochodzenie i rodzina
Ponieważ okres amarneński, w czasie którego Smenchkare panował, został skazany na zapomnienie przez jego następców, niewiele o nim można powiedzieć z pewnością. Istnieje wiele hipotez o jego pochodzeniu i roli, którą odgrywał. Przyjmuje się, że był członkiem egipskiej rodziny królewskiej, bratem albo synem faraona Echnatona. Jeśli był jego bratem, to matką Smechkare prawdopodobnie była Wielka Małżonka Królewska i główna żona faraona Amenhotepa III, Teje, albo księżniczka Sitamon. Istnieje też hipoteza mówiąca, że Smenchkare był synem starszego brata Echnatona, księcia Totmesa, i nieznanej z imienia kobiety, możliwe że jednej z jego sióstr.
Z pewnością wiadomo, że Smenchkare ożenił się ze starszą córką Echnatona, Meritaton, której nadano tytuł Wielkiej Małżonki Królewskiej. Inskrypcje wspominają również o Królewskiej Córce, Meritaton-Taszerit (egipsk. Meritaton Młodsza), która prawdopodobnie była ich dzieckiem.
Zmarł prawdopodobnie w wieku 18 lub 19 lat.

## Datowanie i charakter rządów Smenchkare

### Okres panowania
Z wyżej wymienionych przyczyn brakuje jasnych źródeł opisujących charakter rządów Smenchkare.
Problem, na który rok (albo lata) należy datować okres rządów Smenchkare i jakie jest jego miejsce w porządku faraonów amarneńskich po Echnatonie również nie został jeszcze rozwiązany. Istnieje kilka hipotez, które starają się to wyjaśnić. Aidan Dodson uważa, że Smenchkare nigdy nie sprawował rządów samodzielnych, a był tylko współrządcą Echnatona przez około rok ok. 1340 r. p.n.e. (13. Rok Królewski Echnatona). James Peter Allen uznaje Smenchkare za następcę kobiety-faraona Neferneferuaton. Marc Gabolde zaś uważa go za następcę Echnatona, a jego małżonkę Meritaton utożsamia z Neferneferuaton, która zaczęła panować samodzielnie jako faraon po śmierci męża.
Istnieje również hipoteza mówiąca, że po śmierci Echnatona na tron wstąpiła Nefertiti, przyjmując imię Neferneferuaton, z którym to imieniem również niekiedy utożsamiany jest Semenechkare. Po jej śmierci miał on sprawować samodzielną władzę przez około rok lub dwa lata.
Najprawdopodobniej Smenchkare zmarł w ciągu pierwszego roku swojego panowania. Świadczą o tym etykiety z wina: pierwsza, pochodząca z „domu Smenchkare”, wymienia I Rok Królewski. Druga, też datowana na I Rok Królewski, podaje imię Smenchkare i określa go jako zmarłego.
Niektórzy egiptolodzy przypuszczają jendak, że jego rządy mogły trwać 2 bądź 3 lata. Opierają się na dowodach archeologicznych: kilka innych etykiet z wina znalezionych w Amarnie, na których nie ma imienia faraona, ale jest oznaczony rok panowania 2 albo 3. Mogą one jednak oznaczać lata panowania innych faraonów amarneńskich i niekoniecznie stanowią dowód na długość rządów Smenchkare.

### Koregencja z Echnatonem
Zgodnie z hipotezą Aidana Dodsona, Smenchkare nigdy nie był samodzielnym faraonem, a tylko współrządcą Echnatona, i zmarł jeszcze za czasów jego rządów. Imię Smenchkare bez kartuszy królewskich ukazuje się tylko na zabytkach z okresu panowania Echnatona, a w kartuszach tylko na tzw. wazie kulistej z grobowca Tutanchamona, obok kartuszy samego Tutanchamona.

### Smenchkare następcą Neferneferuaton
Według hipotezy Jamesa Allena sukcesja wyglądała inaczej: po śmierci Echnatona władzę miała objąć córka zmarłej w 13. bądź 14. roku jego rządów Nefertiti, Neferneferuaton-Taszerit, która ogłosiła się faraonem pod imieniem Neferneferuaton. Jej rządy miały trwać około dwóch albo trzech lat, a po jej śmierci tron przejął Smenchkare i panował około pięciu lub sześciu lat.
Hipotezę tę jednak podważyła odkryta w 2012 roku w kamieniołomie w Dajr Abu Hinnis inskrypcja hieroglificzna datowana na 16. rok rządów Echnatona, według której Nefertiti wciąż wtedy żyła i nadal była Wielką Małżonką Królewską.

### Sala Smenchkare
Jednym z nielicznych zabytków i artefaktów, które świadczą cokolwiek o rządach Smenchkare, jest wielka Sala Smenchkare (nazywana też Salą Koronacyjną), wybudowana obok Głównego Królewskiego Pałacu w Amarnie w 15. roku panowania Echnatona. Prawdopodobnie była ona poświęcona jakiemuś ważnemu wydarzeniu związanemu z rządami Smenchkare.

## Tytulatura
| M23 · X1 | L2 · X1 |

| M23 · X1 | L2 · X1 |

| ra | anx | xpr | Z2 |

| ra | anx | xpr | Z2 |

| ra | anx | xpr | Z2 |

| ra | anx | xpr | Z2 |

| M23 · X1 | L2 · X1 |

| M23 · X1 | L2 · X1 |

| ra | anx | xpr | Z2 |

| ra | anx | xpr | Z2 |

| ra | anx | xpr | Z2 |

| ra | anx | xpr | Z2 |

| G39 | N5 |

| G39 | N5 |

| ra | z · mnx · kA | D45 | xpr · Z2 |

| ra | z · mnx · kA | D45 | xpr · Z2 |

| ra | z · mnx · kA | D45 | xpr · Z2 |

| ra | z · mnx · kA | D45 | xpr · Z2 |

| G39 | N5 |

| G39 | N5 |

| ra | z · mnx · kA | D45 | xpr · Z2 |

| ra | z · mnx · kA | D45 | xpr · Z2 |

| ra | z · mnx · kA | D45 | xpr · Z2 |

| ra | z · mnx · kA | D45 | xpr · Z2 |

| G39 | N5 |

| G39 | N5 |

| ra | s | mnx | kA | D45 | xpr | Z3 |

| ra | s | mnx | kA | D45 | xpr | Z3 |

| ra | s | mnx | kA | D45 | xpr | Z3 |

| ra | s | mnx | kA | D45 | xpr | Z3 |

| G39 | N5 |

| G39 | N5 |

| ra | s | mnx | kA | D45 | xpr | Z3 |

| ra | s | mnx | kA | D45 | xpr | Z3 |

| ra | s | mnx | kA | D45 | xpr | Z3 |

| ra | s | mnx | kA | D45 | xpr | Z3 |